# Julian Nagelsmann
Julian Nagelsmann (Landsberg am Lech,  Baviera  23 de julio de 1987) es un entrenador y exfutbolista alemán. Actualmente dirige a la selección de Alemania.
Posee el récord como entrenador más joven de la historia de la Bundesliga al dirigir al Hoffenheim en 2016 con tan solo 28 años.

## Carrera como entrenador

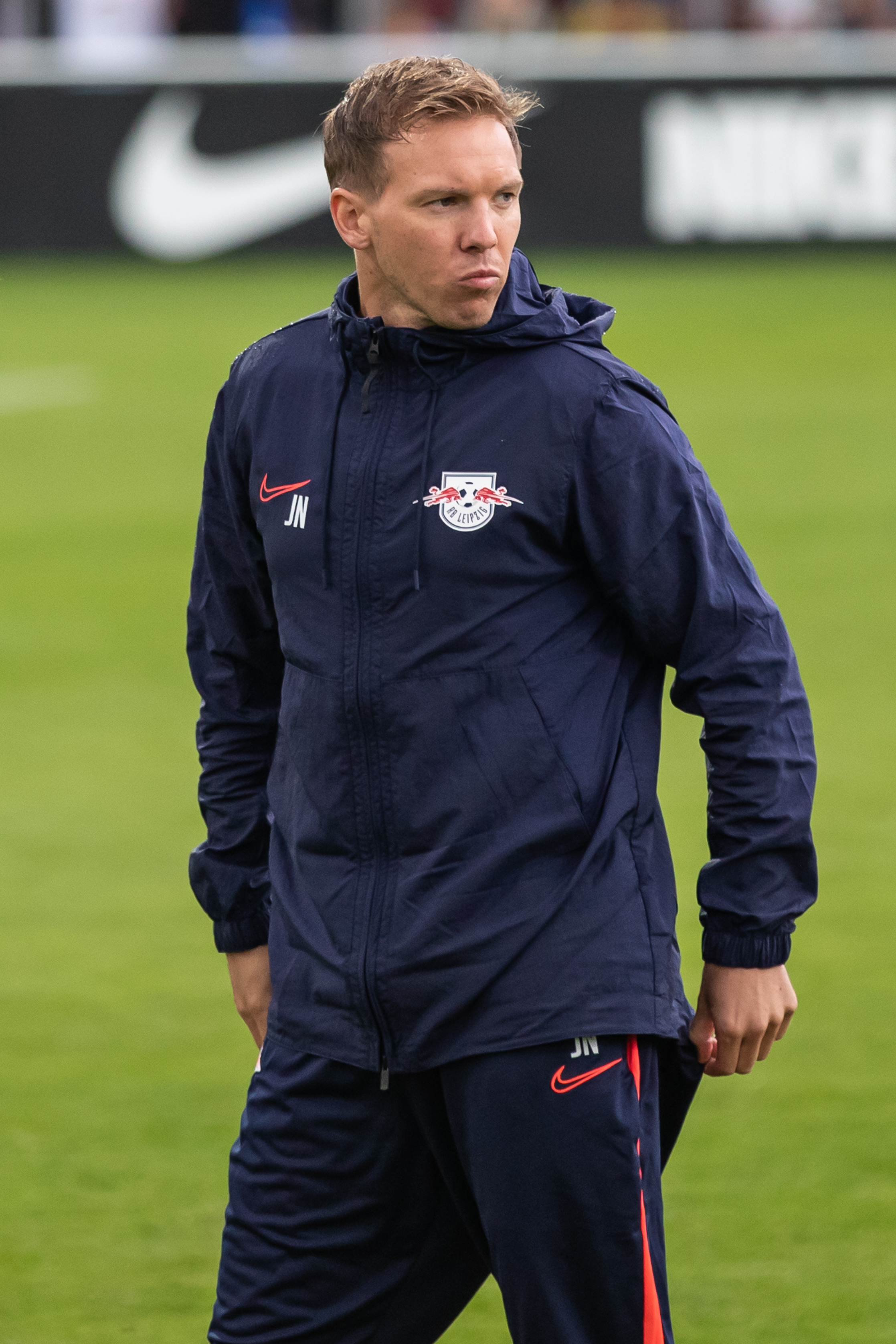
Nagelsmann en su paso por el Leipzig

### Inicios
En 2006, mientras Nagelsmann jugaba en el filial del Augsburgo y Thomas Tuchel era su entrenador, éste le ofreció un puesto como ojeador, así fueron sus primeros pasos. Nagelsmann comenzó su carrera como entrenador en 2008, trabajando con el entrenador Tuchel en el F. C. Augsburgo II. En los años siguientes, entrenó en las categorías inferiores (equipos sub-16 y sub-19) del TSG 1899 Hoffenheim, hasta llegar al filial, el TSG 1899 Hoffenheim II, al que hizo campeón nacional de su categoría en 2014; y también a ser asistente del primer equipo en la temporada 2012-13.

### Hoffenheim
El 28 de octubre de 2015, fue anunciado como nuevo entrenador del primer equipo del TSG 1899 Hoffenheim para la próxima temporada, relevando a Huub Stevens a partir de julio de 2016. Sin embargo, cuando este último dimitió por problemas cardíacos el 11 de febrero de 2016, su "ascenso" se aceleró, ya que tuvo que hacerse cargo del equipo de Sinsheim al día siguiente, firmando un contrato hasta 2019. Se convertía así en el entrenador más joven de la historia de la Bundesliga, con solo 28 años. Logró obtener la permanencia en la última jornada, tras sumar 23 puntos en 14 partidos, recortando una diferencia de 7 puntos con el primer puesto de la salvación. En la Bundesliga 2016-17, el Hoffenheim completó un fantástico inicio, situándose en la tercera posición de la tabla y manteniéndose invicto durante 17 jornadas. Consiguió acabar la temporada en la cuarta plaza de la Bundesliga, que daba acceso a la fase previa de la Liga de Campeones. Tras esta sensacional actuación del equipo, el técnico renovó su contrato con el club.
En la temporada 2017-18, el Hoffenheim no pudo acceder a la fase de grupos de la Liga de Campeones, ya que fue eliminado por el Liverpool en la ronda previa. Inicialmente tampoco pudo mantener su gran rendimiento en la Bundesliga 2017-18, finalizando la primera vuelta del campeonato como 7º clasificado, pero 4 victorias en las 5 últimas jornadas le permitieron finalizar en 3.er puesto, lo que le garantizaba el acceso a la fase de grupos de la siguiente edición de la Liga de Campeones. Terminó su etapa en el club llevando al equipo al 9º puesto en la Bundesliga 2018-19.

### R. B. Leipzig
El 21 de junio de 2018, firmó un contrato de 4 años como nuevo entrenador del RB Leipzig a partir de junio de 2019. En su primera temporada en su nuevo banquillo, el equipo alemán terminó en 3ª posición en la Bundesliga, clasificándose para la Liga de Campeones.
En agosto de 2020, llevó al conjunto sajón a disputar las semifinales de la Liga de Campeones tras vencer 0-1 y 3-0 al Tottenham Hotspur en octavos y 2-1 al Atlético de Madrid en cuartos, pero perdió 3-0 ante el PSG.
En octubre de 2020 perdió 5-0 contra el Manchester United en la Liga de Campeones, siendo esa la peor derrota de la historia del club. No obstante, el 8 de diciembre del mismo año, venció en la última jornada de la fase de grupos al mismo Manchester United y clasificó al Leipzig, por segunda vez en su historia, para los octavos de final, nuevamente terminando dentro de los mejores 16 equipos de Europa.
En la Bundesliga, arrancó las primeras fechas en los primeros puestos. En la fecha 10, se enfrentó al entonces campeón de la Bundesliga, la Copa de Alemania y la Champions League, el Bayern de Múnich, y el resultado terminó en un muy parejo 3-3. Algunos fanáticos alemanes consideran este duelo como "el nuevo clásico alemán", debido a la similitud en nivel futbolístico que han representado ambos clubes en Alemania, sobre todo en los últimos años futbolísticos. Finalmente, su equipo obtuvo el subcampeonato de la Bundesliga.

### Bayern Múnich
El 27 de abril de 2021, el Bayern de Múnich anunció que había llegado a un acuerdo con Julian Nagelsmann, que firmó un contrato por 5 años y asumirá el cargo de entrenador del equipo bávaro a partir del 1 de julio de 2021. El club bávaro indemnizó al RB Leipzig una suma de 25 millones de euros, convirtiendo a Nagelsmann en el entrenador más caro de la historia del fútbol.
Nagelsmann ganó su primer título a nivel absoluto con el Bayern de Múnich el 17 de agosto de 2021, después de vencer al Borussia Dortmund por un marcador de 3-1 en la Supercopa de Alemania de ese mismo año.
El 25 de agosto de 2021, venció 12-0 a Bremer SV por la Copa de Alemania. El 14 de septiembre, debutó en la Liga de Campeones de la UEFA con el conjunto bávaro, venciendo por un marcador de 0-3 al FC Barcelona. En rueda de prensa, Nagelsmann declaró que "pudieron jugar mejor", lo que resalta la mentalidad ganadora del técnico alemán. Bajo su dirección, el Bayern de Múnich llegó a los cuartos de final de la Liga de Campeones, donde fue eliminado por el Villarreal.
El 23 de abril del 2022 ganaría su primera Bundesliga, después de vencer nuevamente al Borussia Dortmund por un marcador de 3-1. Con esta victoria, el Bayern Múnich se convertiría en el primer y único equipo de toda la historia del futbol europeo en ganar diez ligas locales de manera consecutiva.
Sin embargo, el 24 de marzo de 2023, el club bávaro anunció la destitución de Nagelsmann a pesar de los buenos resultados que estaba consiguiendo en su segunda temporada en el banquillo del Allianz Arena, ya que el equipo alemán era 2º en la Bundesliga, a un solo punto del líder, y estaba clasificado para cuartos de final de la Copa de Alemania y de la Liga de Campeones (con 8 victorias en 8 partidos). Thomas Tuchel fue su sustituto.

### Selección de Alemania
El 22 de septiembre de 2023, Nagelsmann fue nombrado nuevo entrenador de Alemania, firmando un contrato hasta el final de la Eurocopa 2024, aunque finalmente fue ampliado hasta el 2026.

## Estadísticas como entrenador

#### Clubes
| Equipo                         | Div.         | Temporada    | Liga  | Liga | Liga | Liga | Liga |       | Copa | Copa | Copa | Copa  |    | Internacional | Internacional | Internacional | Internacional | Internacional |   | Otros | Otros | Otros | Otros |    | Totales     | Totales | Totales | Totales | Totales | Totales | Totales | Totales |
| Equipo                         | Div.         | Temporada    | Part. | G    | E    | P    | Pos. | Part. | G    | E    | P    | Part. | G  | E             | P             | Pos.          | Part.         | G             | E | P     | Part. | G     | E     | P  | Rendimiento | GF      | GC      | Dif.    |         |         |         |         |
| ------------------------------ | ------------ | ------------ | ----- | ---- | ---- | ---- | ---- | ----- | ---- | ---- | ---- | ----- | -- | ------------- | ------------- | ------------- | ------------- | ------------- | - | ----- | ----- | ----- | ----- | -- | ----------- | ------- | ------- | ------- | ------- | ------- | ------- | ------- |
| TSG 1899 Hoffenheim · Alemania | 1.ª          | 2015-16      | 14    | 7    | 2    | 5    | 15.º | -     | -    | -    | -    | -     | -  | -             | -             | -             | -             | -             | - | -     | 14    | 7     | 2     | 5  | 54.76%      | 21      | 24      | -3      |         |         |         |         |
| TSG 1899 Hoffenheim · Alemania | 1.ª          | 2016-17      | 34    | 16   | 14   | 4    | 4.º  | 2     | 1    | 0    | 1    | -     | -  | -             | -             | -             | -             | -             | - | -     | 36    | 17    | 14    | 5  | 60.18%      | 71      | 39      | +32     |         |         |         |         |
| TSG 1899 Hoffenheim · Alemania | 1.ª          | 2017-18      | 34    | 15   | 10   | 9    | 3.º  | 2     | 1    | 0    | 1    | 8     | 1  | 2             | 5             | FG            | -             | -             | - | -     | 44    | 17    | 12    | 15 | 47.73%      | 78      | 65      | +13     |         |         |         |         |
| TSG 1899 Hoffenheim · Alemania | 1.ª          | 2018-19      | 34    | 13   | 12   | 9    | 9.º  | 2     | 1    | 0    | 1    | 6     | 0  | 3             | 3             | FG            | -             | -             | - | -     | 42    | 14    | 15    | 13 | 45.23%      | 87      | 69      | +18     |         |         |         |         |
| TSG 1899 Hoffenheim · Alemania | Total        | Total        | 116   | 51   | 38   | 27   | -    | 6     | 3    | 0    | 3    | 14    | 1  | 5             | 8             | -             | -             | -             | - | -     | 136   | 55    | 43    | 38 | 50.98%      | 257     | 197     | +60     |         |         |         |         |
| RB Leipzig · Alemania          | 1.ª          | 2019-20      | 34    | 18   | 12   | 4    | 3.º  | 3     | 2    | 0    | 1    | 10    | 6  | 2             | 2             | 1/2           | -             | -             | - | -     | 47    | 26    | 14    | 7  | 65.25%      | 107     | 55      | +52     |         |         |         |         |
| RB Leipzig · Alemania          | 1.ª          | 2020-21      | 34    | 19   | 8    | 7    | 2.º  | 6     | 5    | 0    | 1    | 8     | 4  | 0             | 4             | 1/8           | -             | -             | - | -     | 48    | 28    | 8     | 12 | 63.89%      | 86      | 53      | +33     |         |         |         |         |
| RB Leipzig · Alemania          | Total        | Total        | 68    | 37   | 20   | 11   | -    | 9     | 7    | 0    | 2    | 18    | 10 | 2             | 6             | -             | -             | -             | - | -     | 95    | 54    | 22    | 19 | 64.56%      | 193     | 108     | +85     |         |         |         |         |
| Bayern Múnich · Alemania       | 1.ª          | 2021-22      | 34    | 24   | 5    | 5    | 1.º  | 2     | 1    | 0    | 1    | 10    | 7  | 2             | 1             | 1/4           | 1             | 1             | 0 | 0     | 47    | 33    | 7     | 7  | 75.17%      | 143     | 50      | +93     |         |         |         |         |
| Bayern Múnich · Alemania       | 1.ª          | 2022-23      | 25    | 15   | 7    | 3    | Inc. | 3     | 3    | 0    | 0    | 8     | 8  | 0             | 0             | Inc.          | 1             | 1             | 0 | 0     | 37    | 27    | 7     | 3  | 79.28%      | 112     | 34      | +78     |         |         |         |         |
| Bayern Múnich · Alemania       | Total        | Total        | 59    | 39   | 12   | 8    | -    | 5     | 4    | 0    | 1    | 18    | 15 | 2             | 1             | -             | 2             | 2             | 0 | 0     | 84    | 60    | 14    | 10 | 76.99%      | 255     | 84      | +171    |         |         |         |         |
| Total clubes                   | Total clubes | Total clubes | 243   | 127  | 70   | 46   | -    | 20    | 14   | 0    | 6    | 50    | 26 | 9             | 15            | -             | 2             | 2             | 0 | 0     | 315   | 169   | 79    | 67 | 62.01%      | 705     | 389     | +316    |         |         |         |         |
| 1. 2. 3.                       |              |              |       |      |      |      |      |       |      |      |      |       |    |               |               |               |               |               |   |       |       |       |       |    |             |         |         |         |         |         |         |         |

#### Selección
| Alemania            | 2023-24             | -   | -   | -  | -  | -   | -  | -  | - | - | 5  | 3  | 1  | 1  | 1/4 | 8  | 4 | 2 | 2 | 13  | 7   | 3  | 3  | 61.54% | 24  | 14  | +10  |
| Alemania            | 2024-25             | 10  | 5   | 3  | 2  | 4.º | -  | -  | - | - | -  | -  | -  | -  | -   | -  | - | - | - | 10  | 5   | 3  | 2  | 60%    | 24  | 12  | +12  |
| Alemania            | 2025-26             | -   | -   | -  | -  | -   | 0  | 0  | 0 | 0 | -  | -  | -  | -  | -   | 0  | 0 | 0 | 0 | 0   | 0   | 0  | 0  | 0%     | 0   | 0   | +0   |
| Total selección     | Total selección     | 10  | 5   | 3  | 2  | -   | 0  | 0  | 0 | 0 | 5  | 3  | 1  | 1  | -   | 8  | 4 | 2 | 2 | 23  | 12  | 6  | 5  | 60.87% | 48  | 26  | +22  |
| Total en su carrera | Total en su carrera | 253 | 132 | 73 | 48 | -   | 20 | 14 | 0 | 6 | 55 | 29 | 10 | 16 | -   | 10 | 6 | 2 | 2 | 338 | 181 | 85 | 72 | 61.93% | 753 | 415 | +338 |

##### Estadísticas como seleccionador de Alemania
| Torneo                          | PJ | PG | PE | PP | GF | GC | DF  | Pts | Resultado        | Rendimiento |
| ------------------------------- | -- | -- | -- | -- | -- | -- | --- | --- | ---------------- | ----------- |
| Copa Mundial de Fútbol          | 0  | 0  | 0  | 0  | 0  | 0  | +0  | 0   | En disputa       | 0%          |
| Eurocopa                        | 5  | 3  | 1  | 1  | 11 | 4  | +7  | 10  | Cuartos de final | 66.67%      |
| Liga de las Naciones de la UEFA | 10 | 5  | 3  | 2  | 24 | 12 | +12 | 18  | 4.º lugar        | 60%         |
| Clasificatorias Mundialistas    | 0  | 0  | 0  | 0  | 0  | 0  | +0  | 0   | En disputa       | 0%          |
| Clasificatorias Eurocopa        | 0  | 0  | 0  | 0  | 0  | 0  | +0  | 0   | En disputa       | 0%          |
| Amistosos                       | 8  | 4  | 2  | 2  | 13 | 10 | +3  | 14  | +4 PG            | 58.33%      |
| Total                           | 23 | 12 | 6  | 5  | 48 | 26 | +22 | 42  | Sin títulos      | 60.87%      |

### Resumen por competiciones
| Competición                  | Partidos | Ganados | Empatados | Perdidos | %      | Resultado        |
| Clubes                       | Clubes   | Clubes  | Clubes    | Clubes   | Clubes |                  |
| ---------------------------- | -------- | ------- | --------- | -------- | ------ | ---------------- |
| Bundesliga                   | 243      | 127     | 70        | 46       | 61.86% | Campeón          |
| Copa de Alemania             | 20       | 14      | 0         | 6        | 70%    | Subcampeón       |
| Supercopa de Alemania        | 2        | 2       | 0         | 0        | 100%   | Campeón          |
| Liga de Campeones de la UEFA | 44       | 25      | 7         | 12       | 62.12% | Semifinales      |
| Liga Europea de la UEFA      | 6        | 1       | 2         | 3        | 27.78% | Fase de grupos   |
| Total clubes                 | 315      | 169     | 79        | 67       | 62.01% | 3 Títulos        |
| Selección                    |          |         |           |          |        |                  |
| Liga de Naciones             | 10       | 5       | 3         | 2        | 60%    | 4.º lugar        |
| Clasificatorias Eurocopa     | 0        | 0       | 0         | 0        | 0%     | En disputa       |
| Eurocopa                     | 5        | 3       | 1         | 1        | 66.67% | Cuartos de final |
| Clasificatorias Mundial      | 0        | 0       | 0         | 0        | 0%     | En disputa       |
| Amistosos                    | 8        | 4       | 2         | 2        | 58.33% | +4 PG            |
| Total selección              | 23       | 12      | 6         | 5        | 60.87% | Sin Títulos      |
| Total en su carrera          | 338      | 181     | 85        | 72       | 61.93% | 3 Títulos        |

## Palmarés como entrenador

### Campeonatos nacionales
| Título                | Club          | País     | Año     |
| --------------------- | ------------- | -------- | ------- |
| Supercopa de Alemania | Bayern Múnich | Alemania | 2021    |
| Bundesliga            | Bayern Múnich | Alemania | 2021-22 |
| Supercopa de Alemania | Bayern Múnich | Alemania | 2022    |

### Distinciones individuales
| Distinción                   | Año  |
| ---------------------------- | ---- |
| Mejor entrenador de Alemania | 2016 |